# Jüdischer Friedhof (Widin)
Koordinaten: 44° 0′ 27,3″ N, 22° 53′ 38,8″ O

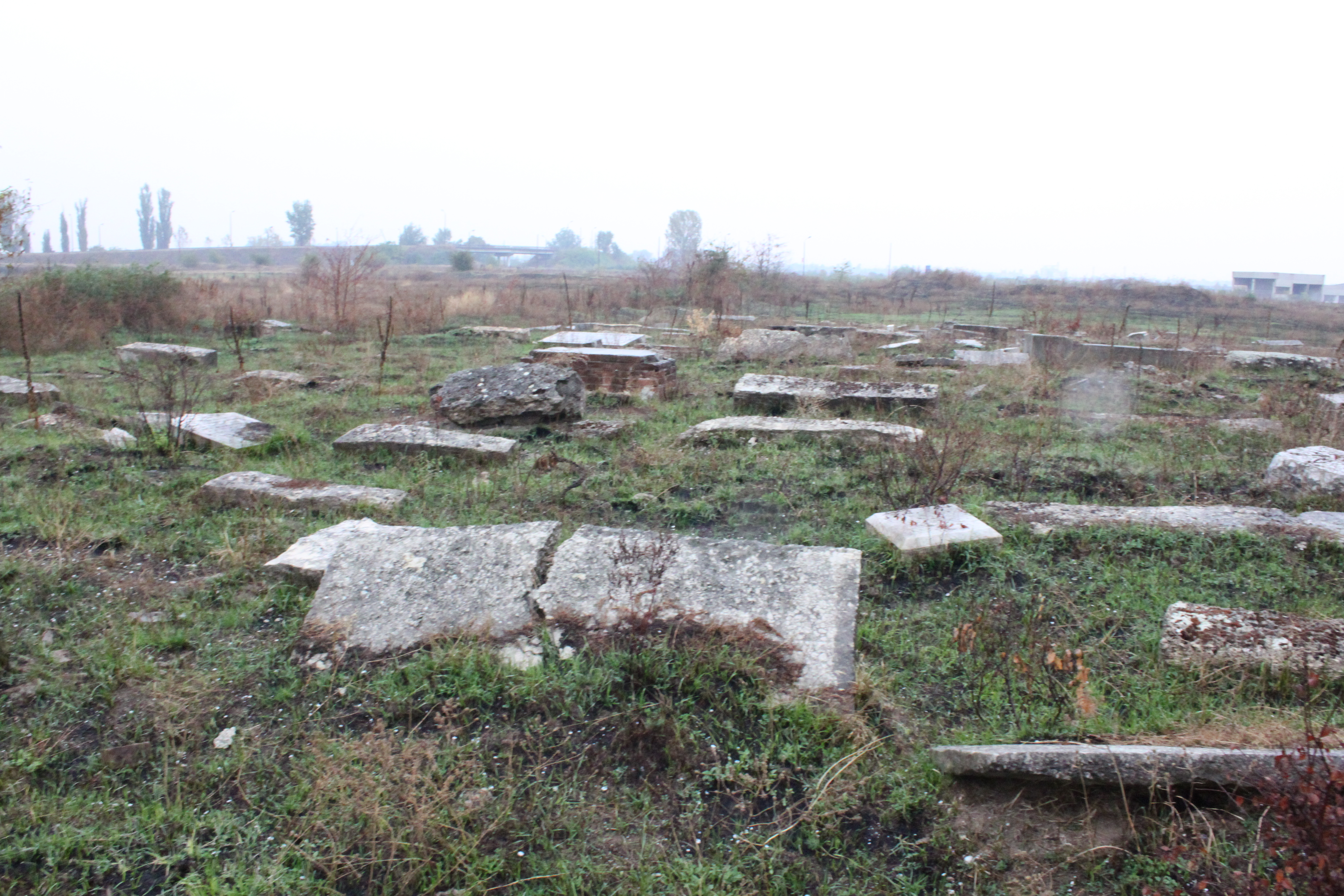
Teilweise zerbrochene Grabplatten, von denen einige Inschriften tragen. Zustand 2010

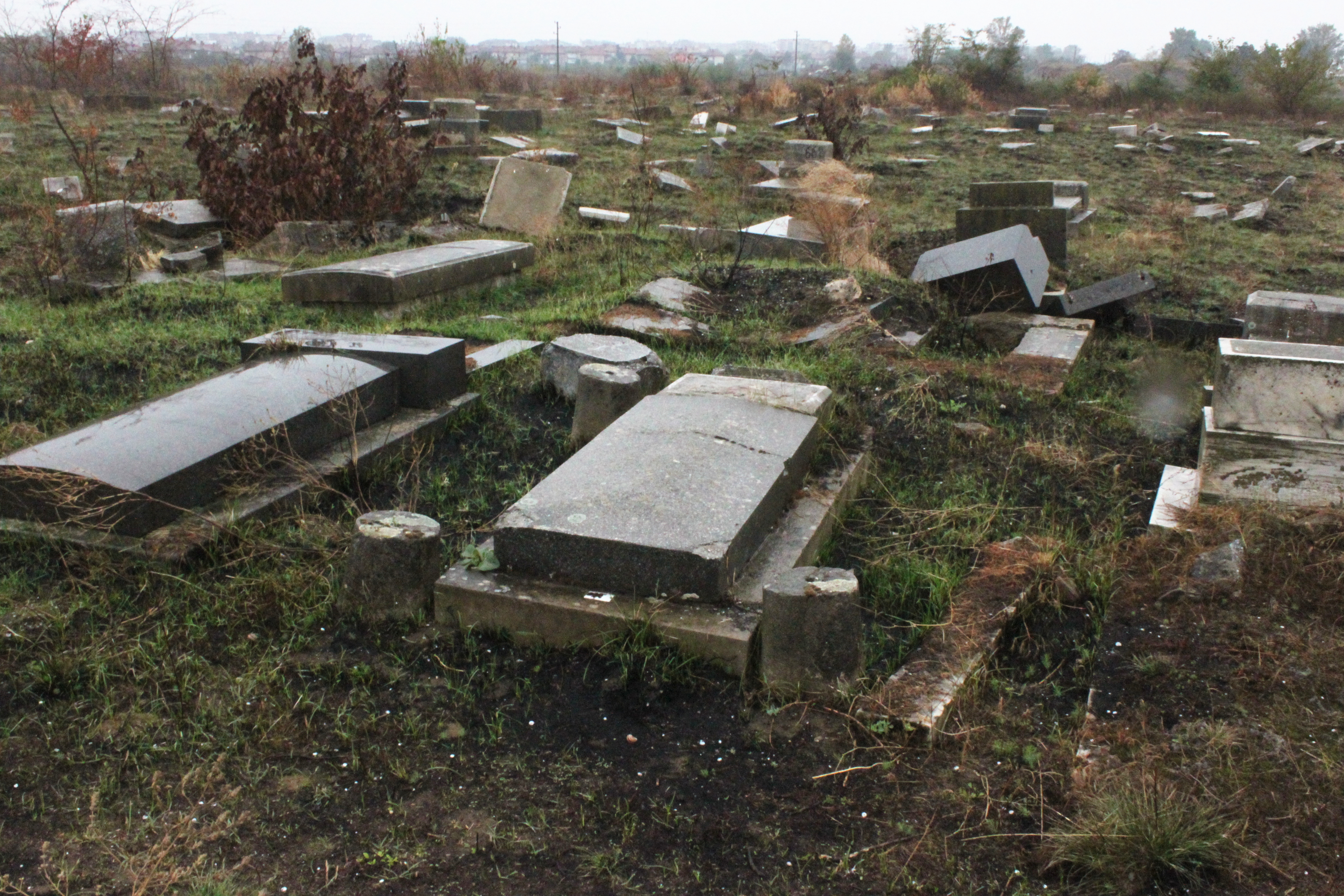
Umgestürzte Grabsteine, 2010

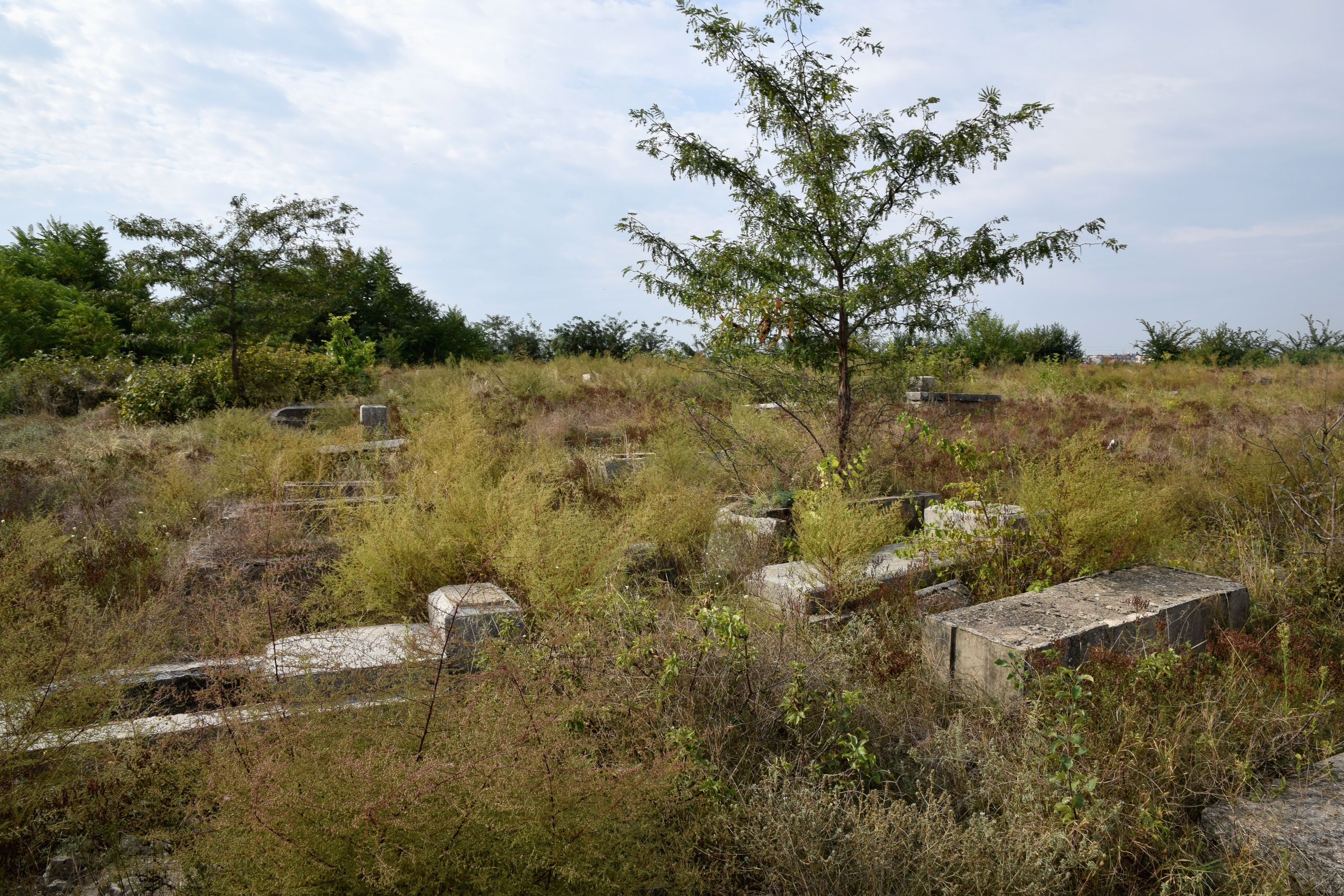
Überwachsene Gräber, 2016

Der Jüdische Friedhof in Widin ist ein aufgegebener jüdischer Friedhof in der Stadt Widin im Nordwesten Bulgariens. Die meisten Gräber des 1879 eingerichteten Friedhofs stammen aus dem 20. Jahrhundert. Nach etlichen Plünderungen seit 1980 sind die verbliebenen Grabsteine weitgehend von Gras und Gebüsch überwachsen.
Aschkenasische Juden ließen sich seit dem 11. bis 13. Jahrhundert in Widin und anderen Orten an der unteren Donau nieder. Sephardische Juden kamen nach ihrer Vertreibung von der Iberischen Halbinsel 1492 in die unter osmanischer Herrschaft stehenden Gebiete des Balkan. Ab dem 16. Jahrhundert dominierten Sephardim die jüdischen Gemeinden Bulgariens. Im Jahr 1585 gab es in Widin 31 jüdische Haushalte; die umgerechnet 217 Juden von Widin bildeten eine der größeren Gruppen auf dem Gebiet des heutigen Bulgarien. Architektonische Überreste jüdischer Wohnhäuser oder Synagogen sind ebenso wie Friedhöfe im ganzen Land aus der Zeit vor Mitte des 19. Jahrhunderts nicht erhalten.
Der Friedhof von Widin befindet sich am nordöstlichen Stadtrand auf einer Freifläche, die im Westen von der Car-Simeon-Weliki-Straße begrenzt wird. Sie ist die Fortsetzung des aus der Stadt kommenden Boulevard Panonia und mündet an dieser Stelle kreuzungsfrei in die vom Donauhafen kommende und zur Autobahn E79 führende Straße, welche die Fläche im Norden begrenzt. Die erhaltenen Grabsteine liegen ungefähr in der Mitte des mit hohem Gras und stellenweise Gebüsch bewachsenen Areals. Etwa 100 Meter westlich blieben – näher an der Car-Simeon-Weliki-Straße – einige christliche Grabsteine erhalten, die von ähnlichem Material und Zustand wie die jüdischen, aber noch mehr unter Pflanzenbewuchs versteckt sind. Das Gelände ist nicht eingezäunt und ungenutzt, von keiner Seite führt ein Pfad zu den Gräbern.
Die Größenangaben stammen von einer jüdisch-amerikanischen Kommission, die den Friedhof 2001 besuchte. Demnach waren zu jener Zeit auf einer Fläche von 1,85 Hektar 1056 Grabsteine (Mazewa) vorhanden. Der älteste gefundene Grabstein ist 1880 datiert, die meisten stammen aus der Mitte des 20. Jahrhunderts und die jüngste bekannte Bestattung fand 1976 statt. Es gab stehende Grabsteine und liegende Grabplatten der aschkenasischen und sephardischen Tradition aus Granit, Marmor und Kalkstein. Die Inschriften waren auf Bulgarisch, Hebräisch und Yiddisch verfasst.
Nach dem Zweiten Weltkrieg emigrierten die meisten Juden nach Israel. Um die Jahrtausendwende lebten in Widin noch rund 25 Juden. Diese kleine Gemeinde besitzt weder die Möglichkeiten, sich um den Friedhof, noch um die Ruine der Synagoge im Stadtzentrum zu kümmern. Die 1980 begonnenen Plünderungen machten den Friedhof von Widin nach einer Schilderung von 2001 zu dem wohl am meisten vandalierten jüdischen Friedhof des Landes. Kein Grabstein steht mehr aufrecht, die Grabplatten sind teilweise zerbrochen, die daran in runden Rahmen befestigten Bilder der Verstorbenen sind fast alle abgeschlagen. Der Zustand hat sich seither weiter verschlechtert. Von den 2001 noch fotografierten Grabsteinen ist ein weiterer Teil verschwunden.